# Epidendrum chrysanthum
Epidendrum chrysanthum är en orkidéart som beskrevs av Eric Hágsater och Dodson. Epidendrum chrysanthum ingår i släktet Epidendrum och familjen orkidéer. Inga underarter finns listade i Catalogue of Life.